# Thurston (Nebraska)
Thurston es una villa ubicada en el condado de Thurston, Nebraska, Estados Unidos. Tiene una población estimada, a mediados de 2021, de 116 habitantes.

## Geografía
La localidad está ubicada en las coordenadas 42°10′29″N 96°42′6″O / 42.17472, -96.70167 (42.174737, -96.7016). Según la Oficina del Censo de los Estados Unidos, Thurston tiene una superficie de 0.73 km², correspondientes en su totalidad a tierra firme.

## Demografía
Según el censo de 2020, en ese momento había 116 personas residiendo en la localidad. La densidad de población era de 158.90 hab./km². El 88.79% de los habitantes eran blancos, el 0.86% era afroamericano, el 7.76% eran amerindios y el 2.59% eran de una mezcla de razas. Del total de la población, el 5.17% eran hispanos o latinos de cualquier raza.